# أداب تدخين السيجار
أداب تدخين السيجار هو السلوك والتصرفات المهذبة التي يجب اتباعها عند تدخين السيكار. وهناك جهات عدة وضعت قواعد أداب تدخين السيكار من أشهرها: دليل دافيدوف وقواعد صحيفة نيويورك تايمس وكتاب نشرته جماعة متذوقي السيكار.

## قواعد دافيدوف
يعتبر زينو دافيدوف، الخبير في عالم التدخين، أول من وضع قواعد أداب تدخين السيجار عام 1967 عندما نشر مطبوعة بعنوان «دليل زينو دافيدوف للتصرف اللائق عند تدخين السيجار». ومن قواعده: التوقف عن تدخين السيجار في منتصفه، دعها تحترق من تلقاء نفسها، لا تطلب قداحة نار من شخص آخر، لا تدخن وأنت تسير. لم يعر دافيدوف إلى معايير إشعال السيجار، لكنه ذكر أن من الخطأ إعادة إشعال السيجار مرة ثانية إن بقي ثلثها فقط. كما إعتبر فكرة نزع أو إبقاء شريط اسم السيكار غير مهم.

## قواعد صحيفة نيويورك تايمس
كتب هاري هوت مقالة في صحيفة نيويورك تايمس عام 2005 حدد فيها أربع قواعد لتدخين السيكار وهي:
1. عند تدخين السيكار في الأماكن المغلقة، يجب استعمال صالونات الخاصة بالسيكار تحديدا.
2. لا تدخن السيكار بشكل متسلسل مثل السيكارة.
3. يجب احترام الآخرين بعدم ابقاء روائح السيكار على ملابسك أو في رائحة فمك.
4. لا تسأل ولا تتكلم عن السيكار إن كان من كوبا.[3]

## قواعد متذوقي السيجار
طرحت مجلة متذوقي السيجار كتيبا حول تدخين السيجار قسمت به أداب التدخين إلى مجموعتين. واحدة للتدخين مع مدخني السيجار والثانية التصرف مع عدم المدخنين. منها، عدم التدخين إلا في الأماكن المسموح بها، وأخذ الحيطة والحذر من الانتقادات التي قد يواجهها من روائح السيجار في المنازل وعلى الثياب. وما تتناوله أيضا قواعد حول اشعال السيجار وقصه ومشاركته مع الاخرين واستعمال مرطبات السيجار واستعمال النساء للسيجار ورفض استعمال السيجار في المزح مثل وضع مفرقعات بداخلها.